# Ceratothoa transversa
Ceratothoa transversa is een pissebed uit de familie Cymothoidae. De wetenschappelijke naam van de soort is voor het eerst geldig gepubliceerd in 1900 door Richardson.